# تبلت (مجله)
تبلت (انگلیسی: The Tablet) یک بررسی هفتگی بین‌المللی کلیسای کاتولیک است که در لندن منتشر شده‌است برندان والش، که قبلاً ویراستار ادبی و سپس سردبیر بود، در ژوئیه ۲۰۱۷ به عنوان سردبیر منصوب شد.